# Aschener Moor/Heeder Moor
Das Naturschutzgebiet Aschener Moor/Heeder Moor ist ein Naturschutzgebiet im niedersächsischen Landkreis Diepholz. Es gehört zur naturräumlichen Region Ems-Hunte-Geest und Dümmer-Geestniederung. Das Naturschutzgebiet entstand mit Wirkung vom 8. März 2012 durch die Zusammenlegung der ehemaligen Naturschutzgebiete Aschener Moor und Am Heeder Moor unter Einbezug des zwischen den beiden kleineren Mooren liegenden Landstreifens.

## Beschreibung
Das 1.023 Hektar große Naturschutzgebiet mit der Kennzeichen-Nummer NSG HA 220 erstreckt sich auf dem Gebiet der Stadt Diepholz entlang der Grenze zum Landkreis Vechta.
Im ehemaligen Naturschutzgebiet Aschener Moor sind abgetorfte, zum Teil in Hochmoor-Regeneration befindliche Flächen enthalten, aber auch Moorbirkenwälder und Grünlandflächen. Das Gebiet des ehemaligen Naturschutzgebiets Am Heeder Moor besteht überwiegend aus feuchtem Grünland, wenigen bewirtschafteten Ackerflächen am Rand und Hutungsflächen. Im Zentrum dieses Gebiets befindet sich ein ungenutzter Hochmoorrest. Die zwischen den alten Naturschutzgebieten liegenden, in das neue Gebiet einbezogenen Flächen wurden industriell abgetorft und werden es zum Teil immer noch. In Zukunft will der Landkreis Diepholz diesen Bereich wieder vernässen, damit das natürliche Hochmoor zurückkehren kann.
Das Naturschutzgebiet wurde insbesondere aufgrund der schutzwürdigen Arten und Lebensgemeinschaften wildwachsender Pflanzen des Hochmoores sowie hier lebender Vogelarten ausgewiesen. So findet man hier gefährdete Pflanzenarten wie z. B. Rundblättrigen und Mittleren Sonnentau, Rosmarinheide und Moosbeere. Im Naturschutzgebiet brüten Wat- und Wiesenvögel wie Großer Brachvogel, Bekassine, Kiebitz und Rotschenkel. Daneben findet man Schwarzkehlchen, Raubwürger, Neuntöter, Ziegenmelker und Krickenten. An Wirbeltierarten ist insbesondere die Schlingnatter zu nennen. Moorfrösche haben sich in neu entstandenen flachen Gewässern des Aschener Moores stark vermehrt.
Wegen des vorgeschichtlichen Moorwegs im Aschener Moor ist das Naturschutzgebiet für die Wissenschaft und Heimatkunde von Bedeutung. Der Weg aus der vorrömischen Eisenzeit um die Jahre 65 und 35 v. Chr. war ursprünglich etwa 4,2 km lang.

## Geschichte
Das Gebiet „Am Heeder Moor“ wurde mit Verordnung vom 13. März 1975, das Gebiet „Aschener Moor“ mit Verordnung vom 18. Februar 1986 zum Naturschutzgebiet erklärt. Zuständig für beide Naturschutzgebiete war der Landkreis Diepholz als untere Naturschutzbehörde. Die dazwischen liegende Fläche gilt seit dem 8. März 2012 als Naturschutzgebiet.

## „Naturerlebnis am prähistorischen Bohlenweg im Aschener / Heeder Moor“
Am westlichen Ende der Straße durch die Siedlung Lindloge beginnt ein 950 m langer Moorsteg aus recyceltem Kunststoff, an dessen Ende eine Aussichtsplattform errichtet wurde. Der Steg ist Teil des Projekts „Naturerlebnis am prähistorischen Bohlenweg im Aschener / Heeder Moor“. Die „Schaffung von Naturerlebniselementen im Aschener/Brägeler Moor“ ist Teil des Förderprogramms „Landschaftswerte“, das vom „Europäischen Fonds für Regionale Entwicklung (EFRE)“ kofinanziert wurde. Das Projekt kostete insgesamt 698.300 €. EFRE steuerte hierzu 349.150 € bei und das Land Niedersachsen 104.744 €. Aus Eigenmitteln wurden 244.406 € beigesteuert.
Die gesamte Anlage ist frei zugänglich. Sie wurde am 28. September 2021 offiziell eröffnet.
Der barrierefrei angelegte Moorsteg verläuft entlang dem prähistorischen Bohlenweg Pr VI. Der Gang über den Steg soll Besuchern die Möglichkeit geben, die ursprüngliche Moorlandschaft auf einer „Heile-Haut Fläche“ zu erleben. Zusammen mit dem Naturerbe soll (durch Informationen über das Leben der Benutzer des Bohlenwegs und prähistorische Verkehrsverhältnisse auf Informationstafeln) auch das Kulturerbe vermittelt werden.

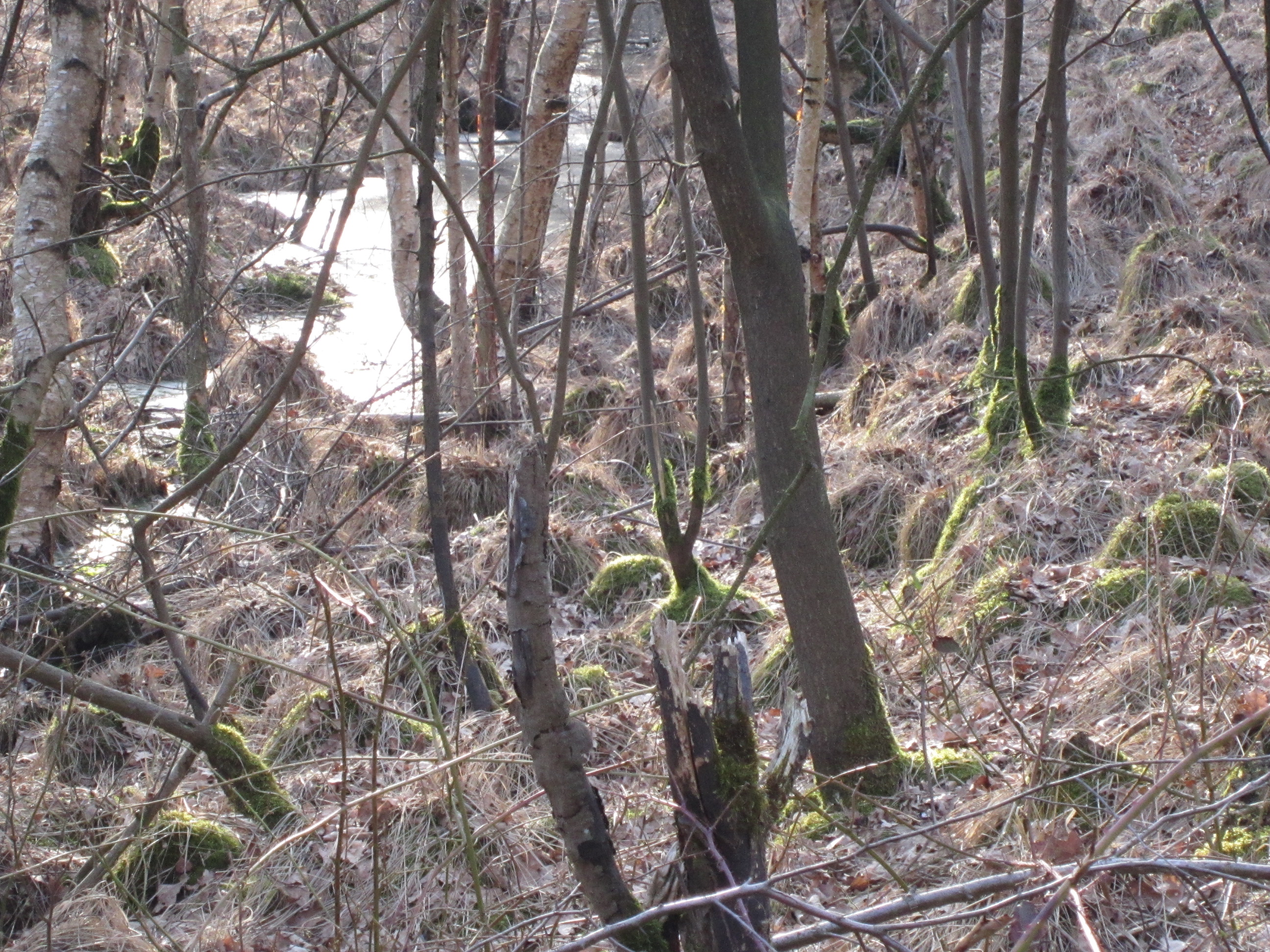
Aschener Moor bei Schobrink
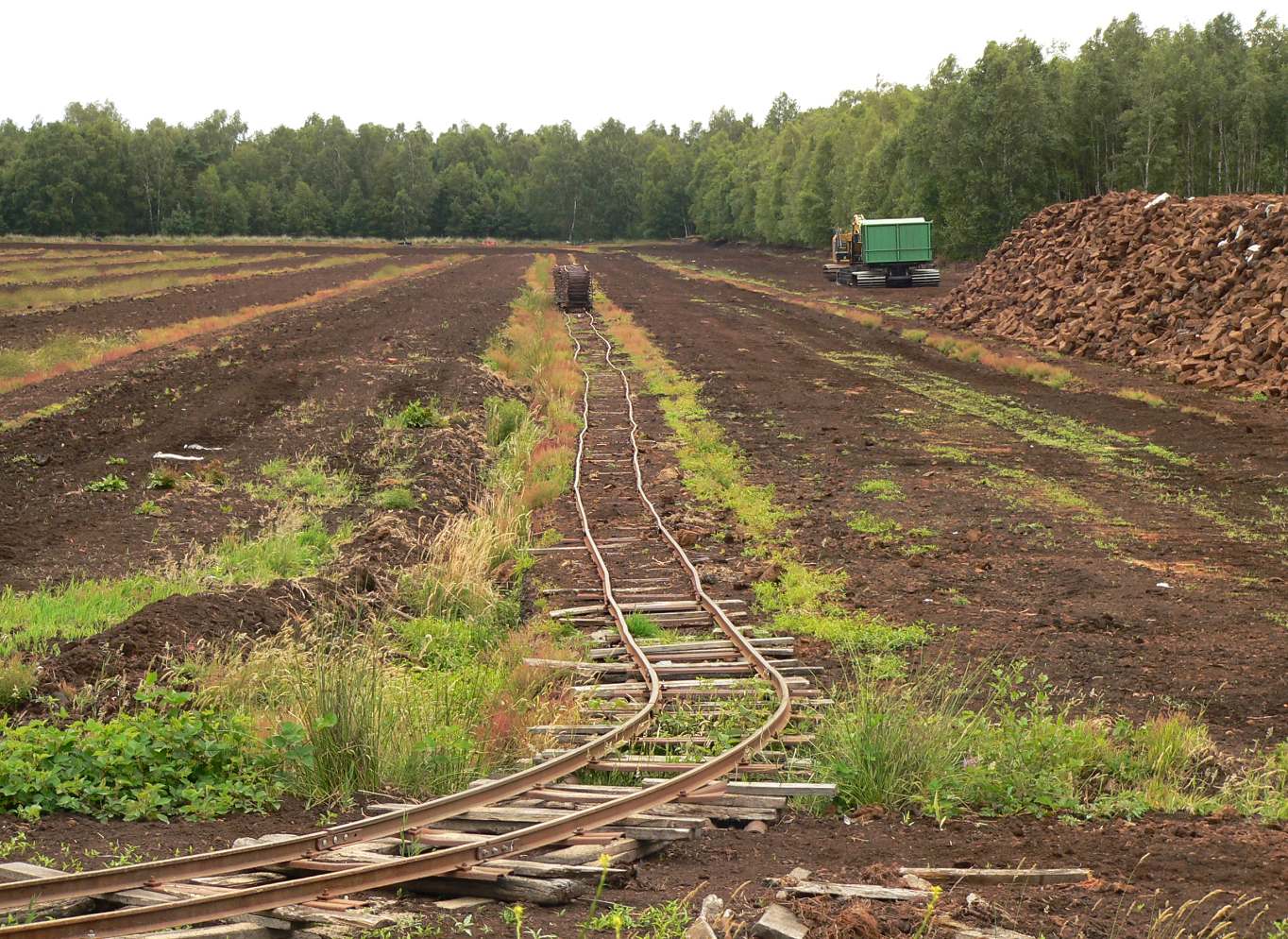
Torfabbau im Moorgebiet
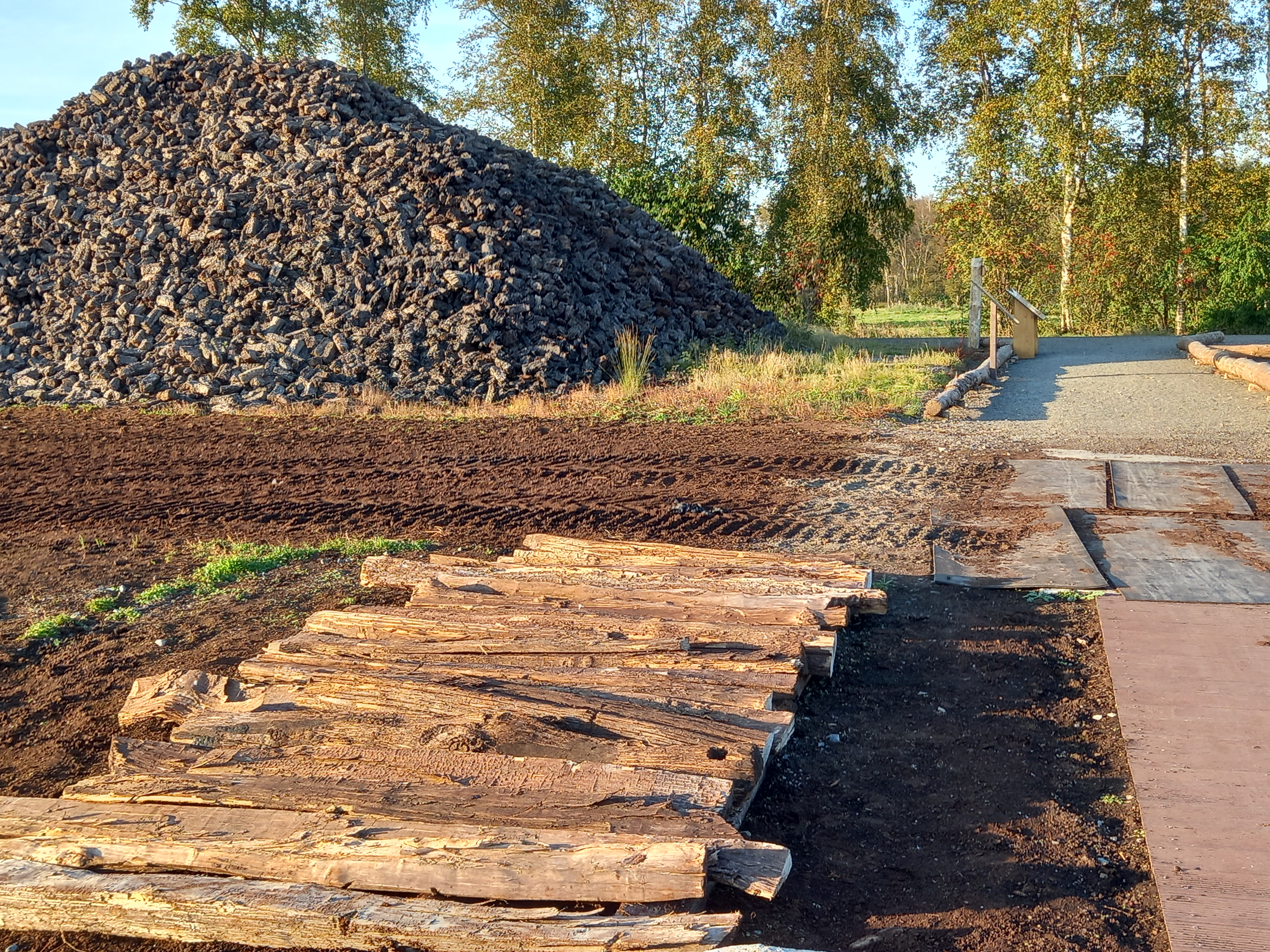
Beginn des Moorstegs bei Lindloge
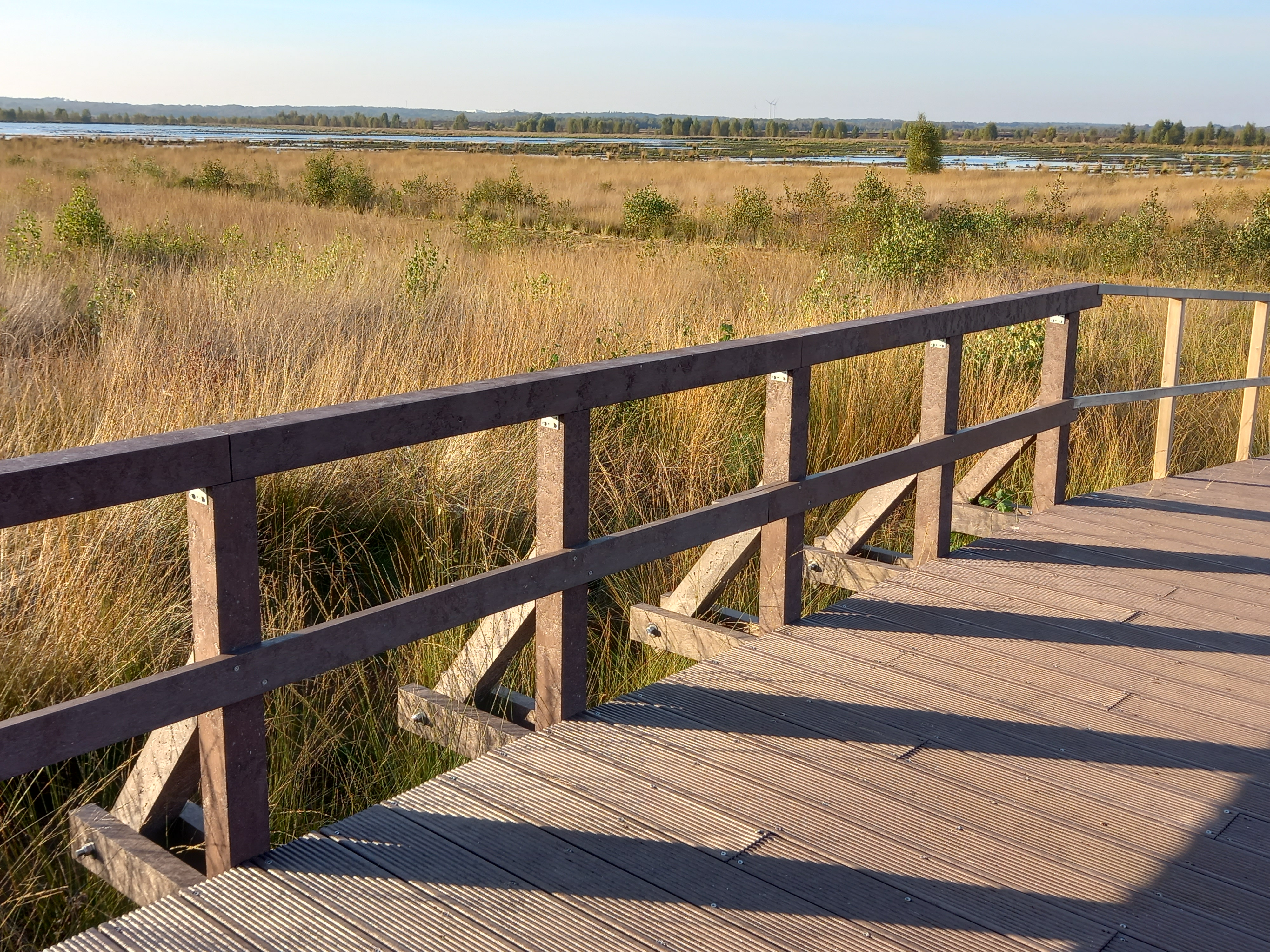
Blick über die Moorlandschaft in den Landkreis Vechta
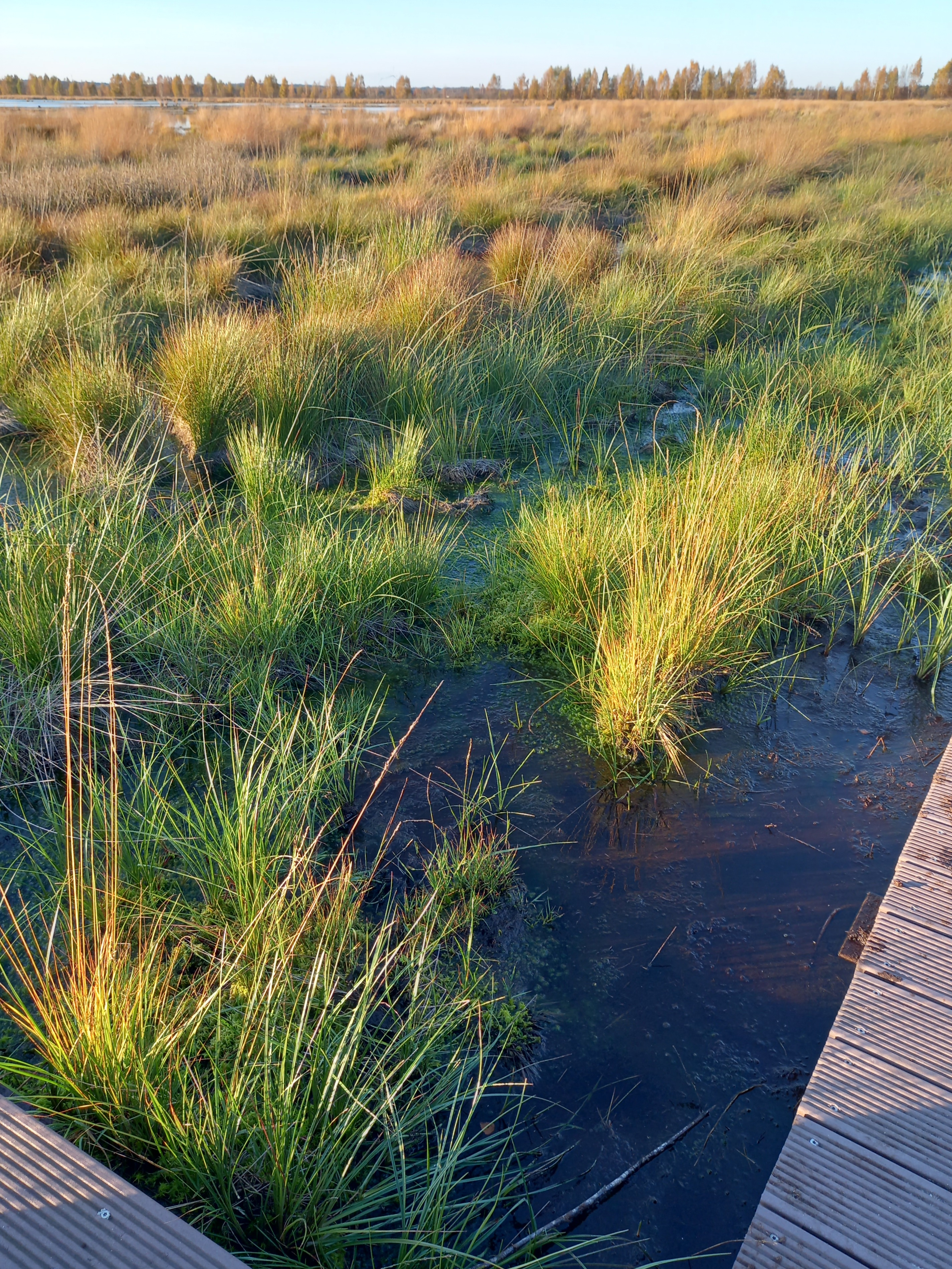
Lage des Moorstegs nach einem regenreichen Jahr (2024)